# Quintez Cephus
Quintez Cephus (1º aprile 1998) è un giocatore di football americano statunitense che milita nel ruolo di wide receiver nella National Football League (NFL).

## Carriera

### Detroit Lions
Cephus al college giocò a football con i Wisconsin Badgers dal 2017 al 2019. Fu scelto nel corso del quinto giro (166º assoluto) del Draft NFL 2020 dai Detroit Lions. Debuttò nella settimana 1 contro i Chicago Bears ricevendo 3 passaggi da 43 yard dal quarterback Matthew Stafford. La sua stagione da rookie si concluse con 20 ricezioni per 349 yard e 2 touchdown in 13 presenze, 2 delle quali come titolare.
Il 21 aprile 2023 Cephus fu sospeso a tempo indefinito dalla lega per uno scandalo scommesse. Poche ore dopo fu svincolato dai Lions.